# Zac Efron: con los pies sobre la tierra
Zac Efron: con los pies sobre la tierra (en inglés: Down to Earth with Zac Efron) es una serie documental web estadounidense que se estrenó en Netflix el 10 de julio de 2020. Está protagonizada por Zac Efron y Darin Olien, quienes también actúan como productores ejecutivos de la serie. El documental gira en torno a Efron y sus viajes por el mundo a Francia, Puerto Rico, Londres, Islandia, Costa Rica, Perú y Cerdeña, y se centra en temas de viajes, experiencias de vida, naturaleza, energía verde y prácticas de vida sostenible. Los críticos lo describen el documental con tono ligero, pero pesado en consejos de salud cuestionables y pseudociencia.
Una segunda temporada filmada únicamente en Australia, se lanzará en la plataforma en algún momento de 2022.

## Episodios

### Temporada 1 (2020)
| N.º en serie | N.º en temp. | Título        | Fecha de lanzamiento original |
| ------------ | ------------ | ------------- | ----------------------------- |
| 1            | 1            | «Islandia»    | 10 de julio de 2020           |
| 2            | 2            | «Francia»     | 10 de julio de 2020           |
| 3            | 3            | «Costa Rica»  | 10 de julio de 2020           |
| 4            | 4            | «Cerdeña»     | 10 de julio de 2020           |
| 5            | 5            | «Lima»        | 10 de julio de 2020           |
| 6            | 6            | «Puerto Rico» | 10 de julio de 2020           |
| 7            | 7            | «Londres»     | 10 de julio de 2020           |
| 8            | 8            | «Iquitos»     | 10 de julio de 2020           |

## Recepción

### Respuesta crítica
El agregador de reseñas Rotten Tomatoes reportó un índice de aprobación del 71% basado en 14 reseñas, con una calificación promedio de 6.33/10 para la serie. El consenso crítico del sitio web afirma: «La exploración seria de Zac Efron ciertamente sale como Down to Earth, pero la falta de enfoque del programa socava su importante mensaje ambiental». Metacritic le dio a la serie una puntuación promedio ponderada de 60 sobre 100 basada en 4 reseñas, lo que indica «reseñas mixtas o promedio». Ed Cumming de The Independent calificó el programa con dos estrellas de cinco y dijo: «Debe haber un grupo reducido de personas que se preocupan lo suficiente por Efron como para sintonizarlo, pero no lo suficiente por el medio ambiente como para encontrar esto irremediablemente simplista».
Escribiendo para la Oficina McGill para la Ciencia y la Sociedad, Jonathan Jarry argumenta que el programa es básicamente un anuncio de Darin Olien y los productos pseudocientíficos que defiende, desde superalimentos que previenen el cáncer hasta leche de cabra cruda autopasteurizada. Jarry afirma que «el programa utiliza constantemente preocupaciones ecológicas genuinas para hacernos aceptar afirmaciones que no se sostienen».
Citando a Jarry, así como a Joseph Schwarcz y Timothy Caulfield, Maggie Lange de Vice incluye el programa en un catálogo cada vez mayor de programación de Netflix que promueve consejos de salud cuestionables y pseudociencia. «Lo más frustrante de este programa no son sus tonterías; lo más frustrante de este programa es que mezcla tonterías con reportajes serios».
En Insider, Lindsay Dodgson escribe que «Olien actúa como el compinche y gurú de la salud de Efron, pero gran parte de la supuesta ciencia que repite a lo largo de la serie no está verificada o está refutada», luego continúa enumerando ocho afirmaciones de salud hechas en la serie que, de hecho, son equivocadas.
Emma Baty en Cosmopolitan y Daniel Fienberg en The Hollywood Reporter se enfocan en la superficialidad de la información presentada, con Efron y Olien apenas tomándose el tiempo para expresar entusiasmo sobre un tema («¡Amigo!») antes de pasar a otra cosa.
Kayla Cobb de Decider fue más positiva y dijo que la serie muestra que «Efron estaba destinado a ser un anfitrión de viajes» y que aporta «relaciones energéticas a raudales».

### Premios
| Premio               | Año  | Categoría                                              | Nominado(s)                             | Resultados | Ref.   |
| -------------------- | ---- | ------------------------------------------------------ | --------------------------------------- | ---------- | ------ |
| Premios Daytime Emmy | 2021 | Anfitrión destacado de programa diurno                 | Zac Efron                               | Ganador    | [ 16 ] |
| Premios Daytime Emmy | 2021 | Programa excepcional de viajes, aventuras y naturaleza | Zac Efron: Con los pies sobre la tierra | Nominada   | [ 16 ] |